# Geraldine Page
Geraldine Sue Page (født 22. november 1924, død 13. juni 1987) var en amerikansk teater- og filmskuespiller.
Geraldine Page var datter af en læge. Hun begyndte sin skuespillerkarriere ved at optræde med forskellige teatergrupper og fik sit gennembrud på scenen i 1952 i en mindeværdig præstation med en off-Broadway-teatertrup i Summer and the Smoke.
Geraldine Page havde stor succes på scenen såvel som film, men hun optrådte uregelmæssigt og blev berømt for at afvise roller, der ikke passede hendes smag eller humør.
Hun blev nomineret til en Oscar otte gange, før hun endelig modtog prisen i 1985 for sin rolle som en aldrende enke i The Trip to Bountiful.
Fra 1963 indtil sin død var hun gift med skuespilleren Rip Torn.